# Емлебен
Емлебен (нім. Emleben) — громада в Німеччині, розташована в землі Тюрингія. Входить до складу району Гота. Складова частина об'єднання громад Апфельштедтауе.
Площа — 10,98 км2. Населення становить 677 ос. (станом на 31 грудня 2021).

## Галерея

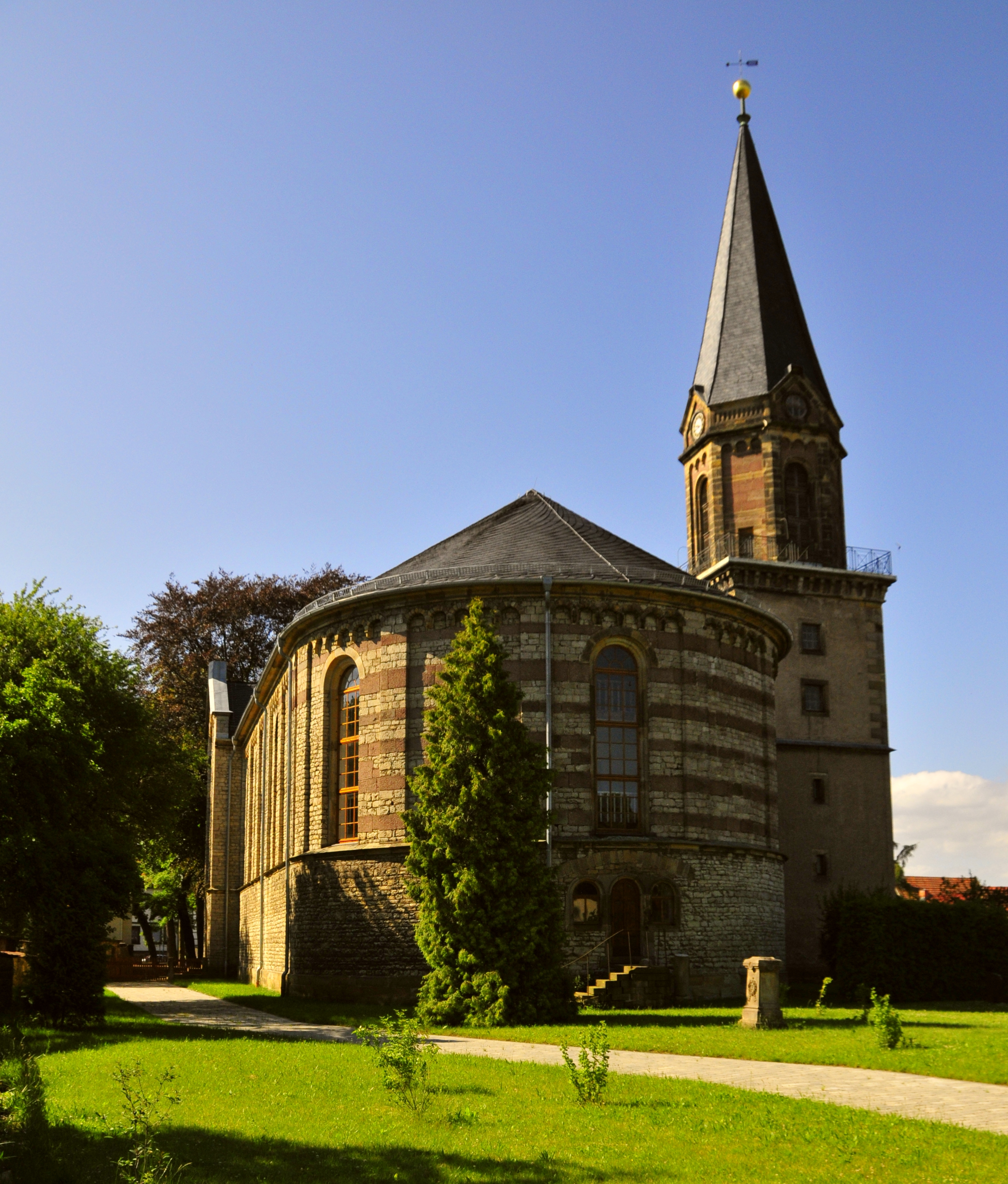